# Hwange
Cet article concerne la ville d'Hwange. Pour le district, voir District de Hwange. Pour le parc national, voir Parc national Hwange.
Hwange (ancienne Wankie) est une ville minière de la province du Matabeleland septentrional, dans l'ouest du Zimbabwe.

## Histoire
La ville fut d'abord connue sous l'appellation de Wankie d'après le nom du chef Hwange. Mal épelé et orthographié à l'origine par les colons blancs, elle prit son nom actuel en 1982.
Hwange est un centre de l'industrie minière et sa mine de charbon est la plus grande mine de charbon au Zimbabwe, avec des réserves pour plus de mille ans. Le Wankie Coal Field, un des plus importants au monde, a été découvert en 1897 par Frederick Russell Burnham. Une centrale thermique au charbon y a été construite dans les années 1990.
Hwange est aussi un centre touristique en raison de la proximité du Parc national de Hwange, le plus grand parc national au Zimbabwe. Le parc national abrite un grand nombre d'éléphants, girafes, lions et autres animaux sauvages. Le Hwange Safari Lodge accueille les touristes qui veulent séjourner dans le parc.
La ville est située sur la ligne de chemin de fer de Bulawayo aux Chutes Victoria. Elle est à environ 100 km (une heure de trajet en voiture) des Chutes Victoria.
En juin 1972, l'une des plus graves catastrophes ayant frappé la Rhodésie (aujourd'hui le Zimbabwe) eut lieu quand une explosion souterraine se produisit dans la Houillère no 2 de Wankie. Quatre cent vingt-six mineurs perdirent la vie (176 Rhodésiens, 91 Zambiens, 52 Mozambicains, 37 mineurs originaire du Malawi, 30 Tanzaniens, 14 Britanniques, 12 Sud-Africains, 9 mineurs du Sud-Ouest africain, 4 de la bande de Caprivi, et un du Botswana).

## Religion
Hwange est le siège d'un évêché catholique.

## Sports
Le club de football du Hwange Football Club a remporté trois Coupes du Zimbabwe.